# Gnomon

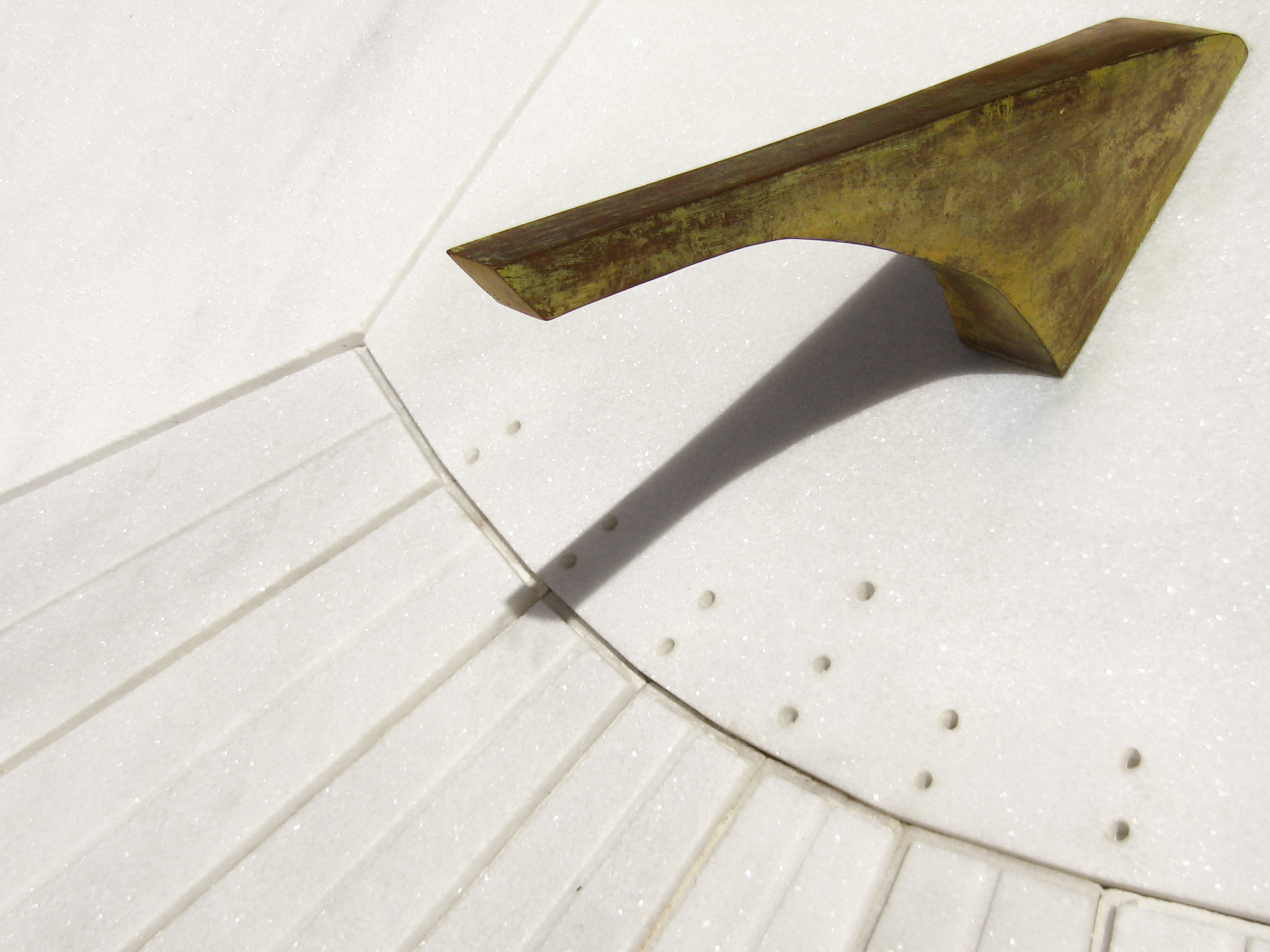
El gnomon es la pieza triangular de este reloj de sol.

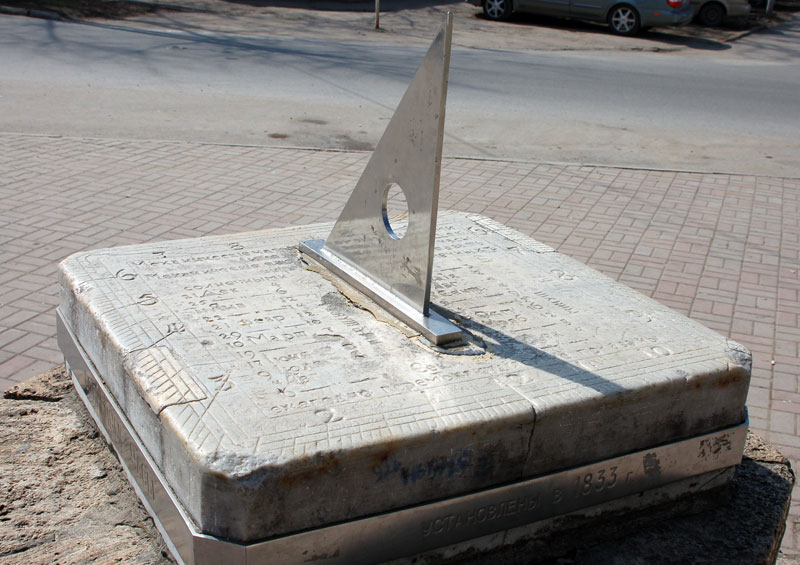
Gnomon triangular.

En origen, la palabra  gnomon (en griego γνώμων: ‘guía’ o ‘maestro’) hacía referencia a un objeto alargado cuya sombra se proyectaba sobre una escala graduada para medir el paso del tiempo.        
En matemáticas, el gnomon según los antiguos griegos lo usaron y lo definieron como la figura que queda después de quitar de la esquina de un cuadrado otro cuadrado más pequeño (sin embargo complementariamente Aristóteles la definió como la figura que añadida a un cuadrado aumenta sus lados pero no altera su forma). Además, Euclides amplia el significado de gnomon aplicándolo a paralelogramos en general (Puerta, 1996, p. 265).

Gnomon en matemáticas

## Características
El gnomon o estilo se define como un objeto alargado de uso astronómico que arroja sombra, independientemente del ángulo que forme con el cuadrante; estará inclinado respecto al plano horizontal con un ángulo igual a la latitud del lugar donde se sitúe el reloj de sol, y varía según los distintos tipos de relojes (ecuatoriales, declinantes, etc.). En el hemisferio norte la arista que proyecta la sombra está orientada hacia el norte, quedando paralela al eje de rotación de la Tierra.
Eratóstenes de Cirene usó un gnomon para medir el diámetro de la Tierra, con aceptable precisión.

## Geometría
En geometría, un gnomon es cualquier figura que, añadida a una figura original, produce una figura semejante a la original. El gnomon de un rectángulo áureo es un cuadrado de lado igual a la dimensión mayor del mismo. Para un rectángulo de razón raíz de 2 (proporción del formato DIN), el gnomon es otro rectángulo igual a él mismo. Es por esto que los distintos tamaños del formato DIN (A0, A1, A2, A3, A4...) se obtienen partiendo por la mitad el lado mayor del formato anterior.
En el caso de la Aritmética antigua, un gnomon corresponde a la diferencia entre cada uno de los elementos que conforman un conjunto de números figurados. En el caso de, por ejemplo, los números cuadrados, cuyo primer elemento es el 4, un gnomon es el conjunto de unidades que permiten configurar el siguiente número cuadrado, en este caso el 9. Así, el gnomon correspondiente al número cuadrado 4 es el 5. Para esta serie de números se encontró que los gnomones correspondían con los números impares a partir del 3. Por lo anterior se deduce que el Gnomon del número cuadrado 9 es el 7, lo que produce el siguiente elemento de la serie, el 16. Esto cumple con la definición principal de Gnomon, la cual implica que un gnomon produce un incremento en el tamaño de una figura más no una alteración en su forma.